# 9147 Kourakuen
9147 Kourakuen eller 1977 DD1 är en asteroid i huvudbältet som upptäcktes den 18 februari 1977 av de båda japanska astronomerna Hiroki Kōsai och Kiichirō Furukawa vid Kiso-observatoriet i Japan. Den är uppkallad efter Kourakuen i Japan..
Asteroiden har en diameter på ungefär 5 kilometer.